# 丘崎杏
丘崎 杏（おかざき きょう、12月5日 - ）は、日本の女性俳優、声優。
東京都出身。血液型 A型。身長 160cm。劇団BQMAP（2001年〜）所属。
津田塾大学学芸学部国際関係学科、劇団スーパー・エキセントリック・シアター研究所卒業。

## 出演作品

### 舞台
- 1999年　ALIVE vol.1「1999クライシス」
- 2000年　劇団スーパー・エキセントリック・シアター研究所卒業公演「我愛仙女」
- 2000年　ALIVE vol.2「Forest2200」
- 2001年　劇団アクメ「交響曲」
- 2002年　劇団アクメ「罪と罰」
- 2003年　JOY JOKERS「SHOOTING STAR」
- 2005年　Tan2ネット企画「I’ll」
- 2005年　Tan2企画 朗読劇「The Little Prince-クリスマスの小さな贈り物-」
- 2006年　ももいろぞうさんpresents「Hello!Summer,Halloween!」
- 2007年7月　東京Salad BOX vol.2「ALICE」

### 映画
- オペレッタ狸御殿（2005年5月28日、監督：鈴木清順、日本ヘラルド映画・松竹）

### テレビドラマ
- プレミアムステージ特別企画・X'smap〜虎とライオンと五人の男〜（2004年12月25日、フジテレビ）

### ゲーム
2003年
- 恐怖新聞【平成版】 怪奇! 心霊ファイル

### CDドラマ
- TAKETORI―夏の傷―
- TAKETORI―秋の翔―

### イベント
- 2004年　2004 autumn MOTIVATION （ル・クラブ）
- 2004年　東京カボチャ演劇音楽祭（冨士山アネット）
- 2005年　和楽器と舞のコラボ／みどりのチャリティーコンサート「植林と念仏」＜舞・振り付け＆出演＞
- 2005年　和楽器と舞のコラボ／増上寺観智院住職就任披露祝賀会＜舞・振り付け＆出演＞